# Uncharted (Kensington)
"Uncharted" is een nummer van de Nederlandse band Kensington. Het nummer verscheen op hun album Time uit 2019. Op 8 november van dat jaar werd het nummer uitgebracht als de derde single van het album.

## Achtergrond
"Uncharted" is geschreven door gitarist Casper Starreveld, maar wordt toegeschreven aan de gehele band, en is geproduceerd door de band in samenwerking met Gggarth. Starreveld schreef het nummer over de broer van een vriend, die om het leven kwam nadat hij met zijn fiets in een Amsterdamse gracht was gevallen. Hij vertelde dat het nummer gaat over de machteloosheid die men na zo'n moment voelt. Het nummer ontstond vier dagen nadat het nieuws binnenkwam dat de vriend was overleden. De groep ging direct aan de slag met het nummer, alhoewel er wel aan de familie van de jongen toestemming was gevraagd om het uit te brengen.
De videoclip van "Uncharted" werd opgenomen in Armenië en is geregisseerd door Boris Booij. De single groeide uit tot de tweede top 10-hit van de band; het piekte op de tiende plaats in de Nederlandse Top 40, waar het twintig weken in genoteerd stond. Ook kwam het tot plaats 32 in de Single Top 100 met een notering van 28 weken.
"Uncharted" kwam in 2019 op plek 1722 binnen in de NPO Radio 2 Top 2000. Het jaar daarna was het de hardste stijger en stond het nummer op plek 87.

## Hitnoteringen

### Nederlandse Top 40
| Hitnotering: 16-11-2019 t/m 28-03-2020 | Hitnotering: 16-11-2019 t/m 28-03-2020 | Hitnotering: 16-11-2019 t/m 28-03-2020 | Hitnotering: 16-11-2019 t/m 28-03-2020 | Hitnotering: 16-11-2019 t/m 28-03-2020 | Hitnotering: 16-11-2019 t/m 28-03-2020 | Hitnotering: 16-11-2019 t/m 28-03-2020 | Hitnotering: 16-11-2019 t/m 28-03-2020 | Hitnotering: 16-11-2019 t/m 28-03-2020 | Hitnotering: 16-11-2019 t/m 28-03-2020 | Hitnotering: 16-11-2019 t/m 28-03-2020 | Hitnotering: 16-11-2019 t/m 28-03-2020 |
| Week                                   | 1                                      | 2                                      | 3                                      | 4                                      | 5                                      | 6                                      | 7                                      | 8                                      | 9                                      | 10                                     | 11                                     |
| -------------------------------------- | -------------------------------------- | -------------------------------------- | -------------------------------------- | -------------------------------------- | -------------------------------------- | -------------------------------------- | -------------------------------------- | -------------------------------------- | -------------------------------------- | -------------------------------------- | -------------------------------------- |
| Positie                                | 38                                     | 30                                     | 26                                     | 23                                     | 16                                     | 15                                     | 17                                     | 21                                     | 21                                     | 22                                     | 19                                     |
| Week                                   | 12                                     | 13                                     | 14                                     | 15                                     | 16                                     | 17                                     | 18                                     | 19                                     | 20                                     |                                        |                                        |
| Positie                                | 13                                     | 11                                     | 10                                     | 10                                     | 13                                     | 16                                     | 25                                     | 33                                     | 38                                     | uit                                    |                                        |

### Single Top 100
| Hitnotering: 16-11-2019 t/m 23-05-2020 | Hitnotering: 16-11-2019 t/m 23-05-2020 | Hitnotering: 16-11-2019 t/m 23-05-2020 | Hitnotering: 16-11-2019 t/m 23-05-2020 | Hitnotering: 16-11-2019 t/m 23-05-2020 | Hitnotering: 16-11-2019 t/m 23-05-2020 | Hitnotering: 16-11-2019 t/m 23-05-2020 | Hitnotering: 16-11-2019 t/m 23-05-2020 | Hitnotering: 16-11-2019 t/m 23-05-2020 | Hitnotering: 16-11-2019 t/m 23-05-2020 | Hitnotering: 16-11-2019 t/m 23-05-2020 | Hitnotering: 16-11-2019 t/m 23-05-2020 | Hitnotering: 16-11-2019 t/m 23-05-2020 | Hitnotering: 16-11-2019 t/m 23-05-2020 | Hitnotering: 16-11-2019 t/m 23-05-2020 | Hitnotering: 16-11-2019 t/m 23-05-2020 |
| Week                                   | 1                                      | 2                                      | 3                                      | 4                                      | 5                                      | 6                                      | 7                                      | 8                                      | 9                                      | 10                                     | 11                                     | 12                                     | 13                                     | 14                                     | 15                                     |
| -------------------------------------- | -------------------------------------- | -------------------------------------- | -------------------------------------- | -------------------------------------- | -------------------------------------- | -------------------------------------- | -------------------------------------- | -------------------------------------- | -------------------------------------- | -------------------------------------- | -------------------------------------- | -------------------------------------- | -------------------------------------- | -------------------------------------- | -------------------------------------- |
| Positie                                | 91                                     | 32                                     | 47                                     | 51                                     | 53                                     | 63                                     | 89                                     | 45                                     | 42                                     | 49                                     | 53                                     | 46                                     | 33                                     | 36                                     | 34                                     |
| Week                                   | 16                                     | 17                                     | 18                                     | 19                                     | 20                                     | 21                                     | 22                                     | 23                                     | 24                                     | 25                                     | 26                                     | 27                                     | 28                                     |                                        |                                        |
| Positie                                | 32                                     | 35                                     | 42                                     | 46                                     | 58                                     | 75                                     | 88                                     | 85                                     | 97                                     | 92                                     | 95                                     | 85                                     | 97                                     | uit                                    |                                        |

### NPO Radio 2 Top 2000
| Nummer met noteringen in de NPO Radio 2 Top 2000 | '19  | '20 | '21 | '22 | '23 | '24 |
| ------------------------------------------------ | ---- | --- | --- | --- | --- | --- |
| Uncharted                                        | 1722 | 87  | 94  | 131 | 169 | 192 |

1. ↑  Een vetgedrukt getal geeft de hoogste notering aan.
2. ↑  2019 was het eerste jaar met een notering voor dit nummer.

Eloi Youssef · Casper Starreveld · Niles Vandenberg · Jan Haker